# Full Members Cup
De Full Members Cup was een Engels voetbalbekertoernooi dat plaatsvond tussen 1985 en 1992. De competitie stond ook bekend onder de sponsornamen Simod Cup (1987-89) en Zenith Data Systems (1989-92).
De bekercompetitie werd opgezet na het Heizeldrama toen alle Engelse clubs gedurende vijf jaar uit de Europacups gebannen waren. De clubs die toegang hadden waren de clubs met volledig stemrecht uit de hoogste twee divisies (vandaar Full Members). Voor clubs uit de lagere twee divisies was er de Football League Trophy. 
Maar de competitie werd niet echt serieus genomen door zowel de clubs als de spelers. Vele clubs namen zelfs nooit deel. Na zeven seizoenen werd de beker opgeheven toen de Premier League werd opgericht waardoor de Fourth Division werd opgeheven en de Football League tot drie divisies herleid werd. De Super Cup was een ander toernooi dat samen met de Full Members Cup van start ging en was voor de teams die zich voor Europa gekwalificeerd zouden hebben als de ban er niet was, maar deze competitie werd al na één seizoen opgeheven.

## Finales
| Jaar | Winnaar           | Uitslag(en) | Runner-up         |
| ---- | ----------------- | ----------- | ----------------- |
| 1986 | Chelsea           | 5-4         | Manchester City   |
| 1987 | Blackburn Rovers  | 1-0         | Charlton Athletic |
| 1988 | Reading           | 4-1         | Luton Town        |
| 1989 | Nottingham Forest | 4-3 nv      | Everton           |
| 1990 | Chelsea           | 1-0         | Middlesbrough     |
| 1991 | Crystal Palace    | 4-1         | Everton           |
| 1992 | Nottingham Forest | 3-2         | Southampton       |